# Areola
En anatomía, el término areola o aréola (diminutivo del latín area, «lugar abierto») se utiliza para describir cualquier área circular pequeña, como por ejemplo la piel coloreada que rodea el pezón. También es utilizado para describir otras áreas circulares como la inflamación que rodea una espinilla.

## Glándulas
La piel de la areola es un poco más áspera que el resto, en ella se encuentran los conductos de las glándulas mamarias. Observando un pezón adulto detenidamente se pueden localizar entre 15 y 20 pequeñas aberturas (conductos lactíferos) dispuestas a su alrededor de donde se saca la leche durante la lactancia. Hay otras aberturas que son las glándulas sebáceas (glándulas de Montgomery), estas producen cierta lubricación aceitosa durante esa época.

## Color y tamaño

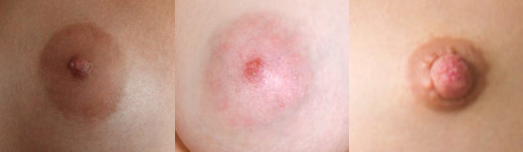
El tamaño y el color de la areola son muy variables y pueden cambiar de persona a persona.

No todas las areolas tienen el mismo color sino que acapara la gama que va desde el rosado claro hasta el marrón oscuro, dependiendo del color de la piel de cada persona, existiendo variaciones incluso dentro de la misma persona. Durante el embarazo tiende a oscurecerse, recuperando su antiguo tono una vez que se ha producido el nacimiento aunque suele quedarse con el nuevo color. El tamaño también varía, no todas las areolas son iguales, estableciéndose el tamaño medio entre los 15-40 milímetros de diámetro. W. Masters y V. Johnson, prestigiosos sexólogos estadounidenses han llegado a la conclusión tras muchos años de estudio sobre el cuerpo de la mujer, que el tamaño de la areola no va en consonancia con el volumen de la mama, pudiéndose dar el caso de grandes volúmenes con pequeñas areolas y viceversa. Han establecido los siguientes valores para definir el tamaño normal.
- Areola pequeña: entre 1 y 2 centímetros de diámetro
- Areola media/normal: entre 2 y 4 centímetros de diámetro
- Areola grande: de 4 a 6 centímetros
- Areola gigante más de 6 centímetros.

Sobre un estudio de 2000 mujeres, el tamaño medio quedó establecido en 4 centímetros.

## Zona erógena
La zona que ocupa el pezón y la areola es una de las calificadas como erógenas, es muy sensible a las caricias y recorrerlo con la lengua puede resultar muy estimulante, haciéndolo formar parte de los juegos eróticos previos a una relación sexual.